# Filtre genèric
En el camp matemàtic de la teoria de conjunts, un filtre genèric és un objecte utilitzat en teoria de forcing, una tècnica utilitzada per a molts propòsits, però sobretot per establir la independència de determinades proposicions respecte certes teories formals, com ara ZFC. Per exemple, Paul Cohen va utilitzar la tècnica de forcing per establir que ZFC, si és consistent, no pot demostrar la hipòtesi del continu, que afirma que hi ha exactament {\displaystyle \aleph _{1}}nombres reals. En la reinterpretació contemporània de la demostració de Cohen, es construeix un filtre genèric que codifica més de {\displaystyle \aleph _{1}} reals, sense canviar el valor de {\displaystyle \aleph _{1}}.
Formalment, sigui {\displaystyle \mathbb {P} } un conjunt parcialment ordenat, i sigui {\displaystyle F} un filtre sobre {\displaystyle \mathbb {P} }; és a dir, {\displaystyle F} és un subconjunt de {\displaystyle \mathbb {P} } tal que:
1. {\displaystyle F} és no buit.
2. Si {\displaystyle p,q\in \mathbb {P} }, {\displaystyle p\leq q} i {\displaystyle p} és un element de {\displaystyle F}, aleshores {\displaystyle q} és un element de {\displaystyle F} ({\displaystyle F} està tancat cap amunt).
3. Si  {\displaystyle p,q\in \mathbb {P} }, aleshores hi ha un element {\displaystyle r} de {\displaystyle F} tal que {\displaystyle r\leq p} i {\displaystyle r\leq q} ({\displaystyle F} està dirigit cap avall).

Ara, si {\displaystyle {\mathcal {D}}} és una col·lecció de subconjunts oberts densos de {\displaystyle \mathbb {P} }, en la topologia els conjunts oberts bàsics de la qual són tots els conjunts de la forma {\displaystyle \{q\in \mathbb {P} :q\leq p\}} per a una {\displaystyle p} particular en {\displaystyle \mathbb {P} }, llavors un filtre {\displaystyle G} sobre {\displaystyle \mathbb {P} } es diu que és {\displaystyle {\mathcal {D}}}-genèric (o bé, genèric respecte {\displaystyle {\mathcal {D}}}) si {\displaystyle G} té intersecció no buida amb tots els conjunts de {\displaystyle {\mathcal {D}}}; és a dir, {\displaystyle G\cap D\neq \emptyset ,\,}per a tot {\displaystyle D\in {\mathcal {D}}}.
De la mateixa manera, si {\displaystyle M} és un model transitiu de ZFC (o d'un fragment prou gran d'aquesta teoria), amb {\displaystyle \mathbb {P} } un element de {\displaystyle M}, aleshores es diu que {\displaystyle G} és M -genèric, o de vegades genèric sobre M, si {\displaystyle G} té intersecció no buida amb tots els subconjunts oberts densos de {\displaystyle \mathbb {P} } que són elements de {\displaystyle M}; és a dir, {\displaystyle G\cap D\neq \emptyset ,\,}per a tot subconjunt obert dens {\displaystyle D} de {\displaystyle \mathbb {P} } tal que {\displaystyle D\in M}.